# Kurt Sethe
Kurt Heinrich Sethe (Berlín, 30 de septiembre de 1869 - Berlín, 6 de julio de 1934) fue un egiptólogo y filólogo alemán. 

## Biografía
Fue alumno de Adolf Erman y recibió su habilitación universitaria en 1895. Se convirtió en profesor de egiptología en la Universidad de Gotinga en 1900, y en 1923 sucedió a su maestro en Berlín. 
Después de estudiar la teología de Menfis transcrita en la piedra de Shabako y el papiro dramático del Ramesseum, Sethe concluye que existe una especie de teatro del Antiguo Egipto cercano a los misterios de la Edad Media.
Sethe participó en la elaboración del Wörterbuch der ägyptischen Sprache (Diccionario de la lengua egipcia) de Erman y Hermann Grapow. Durante su estancia en Egipto en Luxor y El Cairo en 1904 y 1905, copió y recopiló muchos textos para el proyecto del diccionario que publicaría en años posteriores en el Urkunden des ægyptischen Altertums, que es un catálogo estándar de literatura y texto del Antiguo Egipto. 
El resultado son 27 cuadernos con las inscripciones, que constituyen hoy día documentos particularmente preciosos de los archivos textuales del diccionario del Antiguo Egipto. De su colaboración al diccionario proviene su edición de los Textos de las pirámides, así como la edición de las inscripciones del Antiguo Egipto.
Entre las muchas contribuciones de Sethe a la egiptología, Gardiner destaca dos: 

"... la pronunciación del egipcio medio ... Las principales autoridades a consultar son el gran trabajo de Sethe sobre el verbo egipcio, y mucho más tarde, su brillante artículo sobre Die Vokalisation des Ägyptischen en Zeitschrift der deutschen morgenländischen Gesellschaft" (1923).

En realidad, Sethe fue el primero en presentar una teoría sistemática sobre el verbo egipcio, un logro nada fácil, ya que la flexión del verbo egipcio se hacía principalmente cambiando las vocales, y los egipcios solo escribían las consonantes.
Desde 1919, Sethe ha sido miembro correspondiente de la Academia de Ciencias de Baviera. En 1932 se convirtió en miembro de la Academia Prusiana de las Ciencias. Fue miembro externo de la Academia de Ciencias de Gotinga, miembro correspondiente de la Real Academia Danesa de Ciencias y Letras, el Instituto Arqueológico Alemán y miembro honorario de la Academia Oriental de América. También fue Geheimer Rat (asesor áulico)
Entre los alumnos de Sethe se pueden destacar Hans Jakob Polotsky y Alan Gardiner. La antología de Sethe, Aegyptische Lesestuecke, todavía sigue prestando un excelente servicio a los principiantes en el estudio del idioma. Sethe también publicó una amplia colección de epigrafía egipcia, a la que denominó Urkunden der Aegyptologie.

## Algunas obras
- Kurt Sethe: Das aegyptische verbum im altaegyptischen, neuaegyptischen und koptischen, Leipzig: J. C. Hinrichs, 1902.
- Kurt Sethe: Urkunden des Alten Reichs (= Urkunden des ägyptischen Altertums. Abteilung 1). 1. Vol, 4. Heft. 2., ed. aumentada, Hinrichs'sche Buchhandlung, Leipzig, 1933, En línea.
- «Sethe (Kurt Heinrich)». 4 de febrero de 2012. Archivado desde el original el 4 de febrero de 2012. Consultado el 18 de agosto de 2019. en 2terres.hautesavoie.net
- Kurt Sethe (1908-1922).  J. C. Hinrichs, ed. Die Altaegyptischen Pyramidentexte. Leipzig.. 4 volúmenes.